# Un mariage en cadeau
Un mariage en cadeau (A Christmas Wedding Tail) est un téléfilm de Noël américain réalisé par Michael Feifer, diffusé le 19 novembre 2011 sur Hallmark Channel et en France le 29 mars 2012 sur M6.

## Synopsis
Quand les chiens Rusty et Cheri se rencontrent lors d'une promenade au parc, c'est le coup de foudre ! Pour couronner le tout, leurs maîtres respectifs, Susan et Jake, tombent également amoureux l'un de l'autre ! Mais leur histoire n'est pas si simple : à eux deux, ils forment une famille recomposée de cinq enfants ! Entre les bagarres quotidiennes et le chaos qui règne à la maison, c'est alors aux chiens de faire en sorte que toute la petite famille reste unie !

## Fiche technique
- Titre original : A Christmas Wedding Tail
- Réalisation : Michael Feifer
- Scénario : Jeffrey Schenck et Peter Sullivan (en)
- Photographie : Hank Baumert Jr.
- Musique : Sandro Morales Santoro
- Pays : États-Unis
- Durée : 90 minutes

## Distribution
- Jennie Garth (VF : Barbara Tissier) : Susan
- Brad Rowe (VF : Damien Boisseau) : Jake
- Tom Arnold : Pat
- Nikki Cox : Cheri (voix)
- Jay Mohr : Rusty (voix)
- Catherine Hicks : Ellen
- Riley Thomas Stewart : Ryan
- Miles Elliot : Logan Davis
- John Colton : Révérend Paul
- David O'Donnell (en) : Frank